# Cinema Songs
『Cinema Songs』（シネマ ソングス）は、薬師丸ひろ子のカバー・アルバム。2016年11月23日にビクターエンタテインメントから発売された。商品番号はVICL-64735。

## 解説
薬師丸ひろ子の映画音楽カバーアルバム。薬師丸ひろ子自らがセレクトした、国内外の映画音楽スタンダード曲を収録している。前作の『時の扉』に引き続き、吉俣良が編曲を担当している。ディスクジャケットのカメラマンには下村一喜を起用している。
初回生産分には、ボーナストラックとして、「セーラー服と機関銃〜Anniversary Version〜」 を収録している。
当初は洋楽〔英語詞〕だけにしようとする案もあった。しかし、日本語の載った素晴らしい訳詞の存在もあり、結果、英語詞だけでなく、日本語詞も含む選曲となった。選曲の根底には、歌の世界の先人たちから「決して歌わされるな、歌いたいものを歌え。それが信念になる」と常々アドバイスされたことが影響している。
洋画は、薬師丸自身が知っているもの、世間で馴染み深いもの、気持よくメロディアスなものといった選曲をした結果、1950年代から1970年代の音楽になった。主題歌ではないが、耳に残る、記憶に残る曲も選んでいる。
当アルバム発売前に行われた『世界遺産劇場 春日大社 第六十次式年造替奉祝 薬師丸ひろ子コンサート』（2016年9月）では、収録曲のうち「戦士の休息」・「愛のバラード」・「ムーン・リバー」の3曲を歌唱した。11月には『Cinema Songs』発売記念コンサートとなる『Premium Acoustic Night 〜シネマソングス〜』がビルボードライブ東京で開催された。『Premium Acoustic Night』は追加公演が2017年1月にEX THEATER ROPPONGIで行われることになった。
麻倉怜士によれば、ハイレゾ化された『Cinema Songs』の中でも特に「カヴァティーナ」は薬師丸の魅力の再現に成功していると述べている。
薬師丸が歌う「追憶」は、2017年4月放送のフジテレビ系ドラマスペシャル『女の勲章』の主題歌に採用された。
新たなマスター音源を採用した、アナログLP2枚組がステレオサウンドから2019年3月31日にリリースされる（型番：SSAR-038 - 039）。
オリコンチャートの登場週数は8週、チャート最高順位は週間28位、累計7,811枚のセールスを記録した

## 収録曲
全曲編曲:吉俣良（ボーナストラックを除く）
1. ムーン・リバー
  - 作詞：ジョニー・マーサー、作曲：ヘンリー・マンシーニ、訳詞：吉田旺
  - アメリカ映画『ティファニーで朝食を』の主題歌。原題は"Moon River"。1961年の曲。主演女優のオードリー・ヘプバーンが歌唱。第34回アカデミー賞歌曲賞・第4回グラミー賞年間最優秀レコード賞・年間最優秀楽曲賞受賞曲。
2. Smoke Gets In Your Eyes
  - 作詞：オットー・ハルバック（英語版）、作曲：ジェローム・カーン
  - 1989年のアメリカ映画『オールウェイズ』の挿入歌。1933年の曲。日本語タイトルは「煙が目にしみる」。1958年にプラターズによるリバイバルがヒット。映画ではJ.D.サウザーのカバーが使用されている。
3. Mr.Sandman（英語版）
  - 作詞・作曲：パット・バラード（英語版）
  - 1985年のアメリカ映画『バック・トゥ・ザ・フューチャー』の挿入歌。1954年の曲。オリジナルはザ・コーデッツ。
4. ベンのテーマ
  - 作詞：ドン・ブラック（英語版）、作曲：ウォルター・シャーフ、訳詞：増永直子
  - アメリカ映画『ベン』の主題歌。原題は"Ben"。1972年の曲。歌唱したマイケル・ジャクソンは全米シングルチャート1位に初めてなった。第30回ゴールデングローブ賞 主題歌賞受賞曲。
  - 薬師丸は小学生低学年の時、動物パニック映画『ベン』を見に、男子2人女子2人のダブルデートをしたことがある[12]。
5. Tea For Two
  - 作詞：アーヴィング・シーザー、作曲：ヴィンセント・ユーマンス
  - 1950年の米ミュージカル映画『二人でお茶を』の主題歌。1925年の曲。主演女優のドリス・デイが歌唱。
6. Cavatina
  - 作詞：クレオ・レーン、作曲：スタンリー・マイヤーズ
  - 1978年のアメリカ映画『ディア・ハンター』のテーマ音楽。1970年の曲。映画では歌はなくジョン・ウィリアムスによるギター演奏。その後、クレオ・レーンによって歌詞が付けられた。
7. トゥモロー
  - 作詞：マーティン・チャーニン（英語版）、作曲：チャールズ・ストラウス、訳詞：片桐和子
  - 米ミュージカル映画『アニー』の主題歌。1982年、1999年、2014年の合計3回映画化されている。元は新聞連載漫画を原作として製作されたブロードウェイ・ミュージカル。1977年の曲。
8. 追憶
  - 作詞：アラン&マリリン・バーグマン夫婦（英語版）、作曲：マーヴィン・ハムリッシュ、訳詞：岩谷時子
  - アメリカ映画『追憶』の主題歌。原題は"The Way We Were"。1973年の曲。主演女優のバーブラ・ストライサンドが歌唱。『ビルボード』誌1974年シングル年間ランキング第1位を獲得した曲。第46回アカデミー賞歌曲賞・第31回ゴールデングローブ賞 主題歌賞受賞曲。
  - 2017年のドラマ『女の勲章』の主題歌[13]。
9. コール
  - 作詞：須藤晃、作曲：玉置浩二
  - 薬師丸主演映画『ナースコール』の主題歌。1993年の曲。オリジナルは元夫の玉置浩二。
10. 愛のバラード
  - 作詞：山口洋子、作曲：大野雄二
  - 角川映画第1作『犬神家の一族』のテーマ音楽。1976年の曲。映画では大野雄二のインストのみ。オリジナルは金子由香利。
11. 戦士の休息
  - 作詞：山川啓介、作曲：大野雄二
  - 角川映画第3作、かつ、薬師丸のデビュー作『野性の証明』の主題歌。1978年の曲。オリジナルは町田義人。

### ボーナストラック
1. セーラー服と機関銃〜Anniversary Version〜
  - 作詞：来生えつこ、作曲：来生たかお、編曲：弦一徹
  - 1981年の曲。薬師丸主演の同名映画主題歌、かつ、薬師丸のデビュー曲。そのセルフカバー。